# 羅偉珊
羅偉珊（英語：Susi Law Wai-shan，1987年—），前香港灣仔區議會愛群選區議員及前灣仔起步成員。
她於挪威修讀藝術碩士課程畢業後，回港推動藝文發展，曾任職藝術行政經理。

## 政治生涯

### 踏足政治
2019年反對逃犯條例修訂草案運動發生，多名未曾參選的政治素人參選某些未有民主派參選的「白區」，羅偉珊是其中一員。

### 參選區議會
羅偉珊加入由灣仔區議會大坑選區區議員楊雪盈於2019年香港區議會選舉成立新的民主派地區組織「灣仔起步」，並參選愛群選區，最终以2363票撃敗穆家駿（民建聯成員，獲1750票），成功當選。
| 政党   | 政党     | 候选人    | 票数 | %    | ±      |
| ------ | -------- | --------- | ---- | ---- | ------ |
|        | 灣仔起步 | ①. 羅偉珊 | 2363 | 57.5 | 不適用 |
|        | 民建聯   | ②. 穆家駿 | 1750 | 42.5 | 不適用 |
| 多数票 | 多数票   | 多数票    | 613  | 15.0 | 不適用 |

### 辭職
2021年7月初，香港政府發聲明恐嚇取消民選區議員資格並追回薪津，引發區議員辭職潮，羅偉珊亦因此主動辭職。

## 外部連結
- . 灣仔區議會.   [2020-11-07]. （原始内容存档于2021-03-13） （中文（香港））.
- 羅偉珊的Facebook專頁
- 【藝術界入區議會・2】奇招奪回議席？　一起學習行政治這條路 （页面存档备份，存于）

| 議會席位      | 議會席位                                             | 議會席位 |
| ------------- | ---------------------------------------------------- | -------- |
| 前任： 鄭琴淵 | 灣仔區議會 愛群選區區議員 2020年1月1日－2021年7月8日 | 空缺     |